# 山本肇 (新潟テレビ21)
山本 肇（やまもと はじめ、1964年1月17日 - ）は、新潟テレビ21の元アナウンサー。

## 人物
- 新潟県新潟市出身。新潟明訓高校→成城大学卒業後、1986年新潟テレビ二十一（当時NT21→現UX）に入社。
- 2017年12月　新潟テレビ二十一　退職

## 過去の出演番組
- THE7
- ザ・にゅうす NT21
- NEWS21
- 小野沢裕子のいきいきワイド
- 爆々ちぇりー伝説
- NT21ニュース

## エピソード
- 1990年代に放送された「サントリーウィスキー角瓶」のCMに新潟総合テレビアナウンサー（当時）の山本安幸、テレビ新潟アナウンサー（当時）の小幡章、新潟放送パーソナリティーの大倉修吾と共演していた。
- THE-7（1987年10月3日放送開始の土曜朝のローカル情報番組）の開始から1992年9月まで総合司会。1992年10月放送開始のざ・にゅうす（月曜～金曜の新潟ローカル夕方帯ニュース）のキャスター就任の為、5年間務めた同番組を降板。後任は同局の近正仁アナウンサー（当時）。
- 2002年より同局の「チームエコ　ときプロジェクト」の企画・立案・運営を行い、佐渡島（山本アナの母は旧佐渡郡新穂村出身）でビオトープ作り、無農薬農業、棚田の整備、放棄田の修復等を行った。